# Peter Hume
Peter Elisha Cobbe más conocido como Peter Hume (nacido el 4 de septiembre de 1985) es un músico oriundo de Whangaparaoa, Nueva Zelanda. Es miembro y fundador de la banda de rock alternativo Evermore, tocando con su hermano mayor, Jon Hume y su hermano menor, Dann Hume. 
Hume toca el bajo, el teclado y compone y escribe letras junto a su hermano Jon.
Las canciones que ha escrito y cantado incluyen "Morning Star", "Dreaming... Pt.2", "Broken Glass", "Inside Of Me", "Haunted", e "It's Only Love". 
En 2008, Hume fue finalista de la Cleo Bachelor de la Concesión del Año.

## Discografía
Álbumes de estudio
- 2004: Dreams
- 2006: Real Life
- 2009: Truth of the World: Welcome to the Show
- 2010: Evermore
- 2012: Follow the Sun

- 2002: Slipping Away
- 2003: Oil & Water EP
- 2003: My Own Way EP
- 2005: The Lakeside Sessions Vol. 1

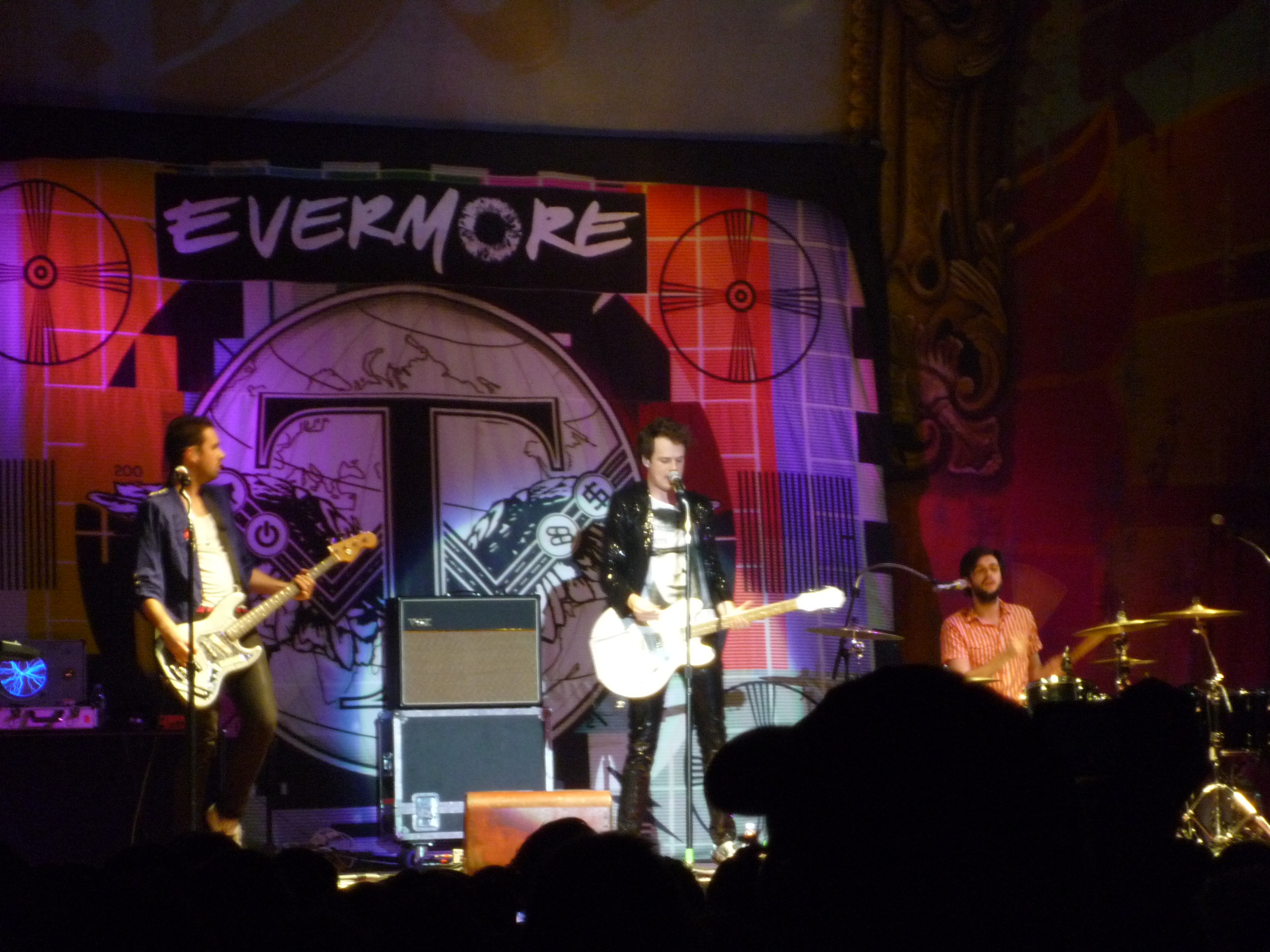
Peter junto a Evermore en Alemania.

- 2007: Unbreakable Live EP